# Der Unbedeutende
Personnages
- Baron von Massengold
- Mlle Ottilie, sa parente
- Hermine, le garde du corps du baron
- Puffmann, le secrétaire
- von Gröning, un jeune Hollandais
- von Packendorf, von Lockerfeld, von Seewald, von Althoff, les amis du baron
- Tupper, le majordome
- Rumpf, le gardien du château
- Franz, Friedrich, Heinrich, les employés
- Peter Span, charpentier
- Klara, sa sœur
- Thomas Pflöckl, charpentier
- Mme Hussbergerin, une laveuse
- Hänschen, son fils
- Klopf, plombier
- Mme Klopf
- Netti, leur fille
- Kübler, le tonnelier
- Mme Kübler
- Susi, leur fille
- Schmalzer, l'épicier
- Mme Schmalzer
- Flachs, le tisseur
- Mme Flachs

Der Unbedeutende (en français, L'Honneur des humbles) est une pièce avec chant en quatre actes de Johann Nestroy avec une musique d'Adolf Müller senior.

## Synopsis
Grâce à un mensonge du secrétaire Puffmann, Klara, la sœur de l'"insignifiant" Peter Span, tombe dans le discrédit. Puffmann, qui veut cacher l'intrigue qu'il mène dans le dos du baron von Massengold, prétend qu'il est son amant et a ainsi un alibi.
Comme toute la ville en parle, et que son Joseph, le fils de Thomas Pflöckl, ne veut rien savoir, Peter cherche à rétablir l'honneur de sa sœur.
Grâce à une ruse, et avec l'aide de du fils de Mme Hussbergers, Hänschen, le véritable auteur de la rumeur, Peter Span découvre l'histoire du mensonge de Puffmann et réhabilite complètement l'innocente et heureuse Klara.

## Histoire
Der Unbedeutende est inspiré du conte Le grain de sable, dans le tome III de Daniel le lapidaire ou les contes de l'atelier de Michel Masson. L'histoire fut traduite par Lauritz Kruse sous le titre Der Fassbinder, dramatisée par Karl Haffner et donnée pour la première fois le 13 mai 1842 au Theater an der Wien, avec succès.
Nestroy met un an pour écrire la pièce. Pendant ce temps, il fait une tournée de juillet à septembre 1845 entre Brno, Berlin, Prague, Munich et Graz. En mai 1846, l'écriture de la nouvelle pièce est terminée et est accueillie avec enthousiasme, aussi à cause de cette longue pause.
Lors de la première, Johann Nestroy joue le charpentier Peter Span, Wenzel Scholz le secrétaire Puffmann, Alois Grois Thomas Pflöckl, Ignaz Stahl Kübler l'ouvrier, Franz Gämmerler M. von Lockerfeld. Après la mort de Wenzel Scholz en, Alois Grois reprend le rôle.
La pièce est jouée de 1846 à 1850, puis de nouveau en 1852, 1854 et 1857, soit 92 fois du vivant de Nestroy. Elle est donnée à Prague (1846, 1849), Brno (1846, 1847), Pest(1846), Berlin (1847), Graz (1846) et Lviv (1850). Après la mort de Nestroy, elle est de nouveau jouée en 1881 sept soirs au Carltheater et en 1892 au Volkstheater de Vienne. Au Volkstheater, Ludwig Martinelli incarne Peter Span. La pièce est peu jouée au XXe siècle.

## Source de la traduction
- (de) Cet article est partiellement ou en totalité issu de l’article de Wikipédia en allemand intitulé « Der Unbedeutende » (voir la liste des auteurs).